# Macrocnemum humboldtianum
Macrocnemum humboldtianum là một loài thực vật có hoa trong họ Thiến thảo. Loài này được (Schult.) Wedd. mô tả khoa học đầu tiên năm 1854.